# Prelinger Archives
De Prelinger Archives is een collectie van circa 60.000 korte filmpjes, genoemd naar de beheerder Rick Prelinger.

## Ontstaan en doel
Prelinger, oorspronkelijk werkzaam bij de Library of Congress, begon zijn filmcollectie in 1982. Hij verzamelde filmpjes van uiteenlopende soort, zoals reclames, bedrijfsfilmpjes, promotiefilmpjes, propaganda, educatieve films en amateurfilms. Deze films bracht Prelinger samen onder de noemer ephemeral, dat wil zeggen met een tijdelijk doel. Het doel van de Prelinger Archives is het voor langere tijd vastleggen van filmpjes die nooit voor dat doel zijn gemaakt, en die door hun vluchtige karakter in de vergetelheid dreigden te raken.  Prelinger meent dat deze filmpjes historische waarde hebben, en inzicht verschaffen in de ontwikkeling van de Amerikaanse maatschappij.

## Verspreiding en auteursrechten
Prelinger heeft in samenwerking met het Internet Archive meer dan 2000 filmpjes online geplaatst.. Deze verspreiding hiervan is mogelijk omdat voor filmmateriaal van voor 1 maart 1989 in de VS alleen het auteursrecht geldt, als dit filmmateriaal voor auteursrechten geregistreerd is. Voor de filmpjes van Prelinger Archives geldt dat de auteurs nooit belang hebben gehad bij auteursrecht, en ze hun materiaal dus nooit geregistreerd hebben. Filmmateriaal van de Prelinger Archives zijn dan ook legaal te gebruiken in nieuwe films. Zo heeft Prelinger zelf een documentaire gemaakt aan de hand van zijn collectie, genaamd Panorama Ephemera. Weird Al Yankovic, Michael Moore en de makers van de documentaire The End of Suburbia gebruikten ook Prelinger Archives-materiaal.

## Filmpjes uit de Prelinger Archives

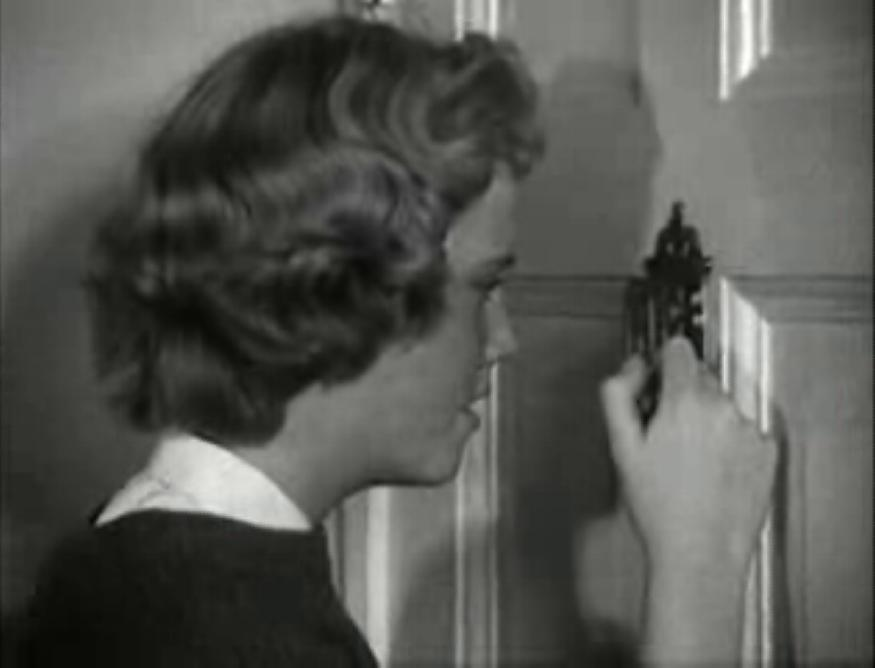
Barbara de babysitter uit Girls Beware

- In My Merry Oldsmobile (1932) (van Max Fleischer)
- Duck and Cover (1952)
- Social-Sex Attitudes in Adolescence (1953)
- The House in the Middle (1954)
- Boys Beware (1961)
- Girls Beware (1961)
- Brezjnev (1982)

## Verwijzingen
- Prelinger.com
- Prelinger Archives op Internet Archive
- "This is Prelinger Archives". Filmpje met uitleg